# Flight 93 – Todesflug am 11. September
Flight 93 – Todesflug am 11. September ist ein US-amerikanischer Fernsehfilm aus dem Jahr 2006 über die Entführung des United-Airlines-Fluges 93 im Zusammenhang mit den Terroranschlägen am 11. September 2001. Der Film ist nicht zu verwechseln mit dem ebenfalls 2006 erschienenen Kinofilm Flug 93 (Original: United 93) zum selben Thema.

## Handlung
Am 11. September 2001 um 08:42 Uhr startet eine Maschine der United Airlines von Newark in Richtung San Francisco. Vier Entführer binden sich rote Tücher um ihre Stirn und bringen die Maschine im Verlauf des Fluges in ihre Gewalt. Einer der jungen Männer bindet sich einen Sprengstoffgürtel um und droht den Passagieren. Der Kapitän und der Copilot werden niedergestochen; von nun an steuert einer der Attentäter das Flugzeug. Es handelt sich um Selbstmordattentäter, die die Maschine zum Absturz bringen wollen. Das wahrscheinliche Ziel ist das Weiße Haus oder das Kapitol in Washington, D.C.
Einige Passagiere, die verzweifelt ihre Angehörigen anrufen, erfahren von den Selbstmordattentaten in New York: Um 8.46 Uhr ist ein Flugzeug in den Nordturm des World Trade Centers gerast, um 9.03 Uhr ein zweites in den Südturm. Eine dritte Maschine stürzt in das Pentagon. Die Passagiere beschließen, sich den Entführern zu widersetzen. Es gelingt ihnen, das Cockpit zu stürmen und die Entführer zu überwältigen. Das Flugzeug können sie aber nicht mehr rechtzeitig abfangen; es stürzt über einem Waldgebiet ab. Keiner überlebt das Unglück.

## Hintergrund
Die Erstaufführung im deutschen Fernsehen war am 10. September 2009 auf VOX.
Auch im Jahr 2006 kam der ähnliche Spielfilm Flug 93 heraus.

## Kritik
„In gekonnter Hollywoodmanier strickt das für sechs Emmys nominierte 9/11-Drama an der Heldenlegende, verzichtet dabei aber auf plakativen Patriotismus. Fazit: Heldenschreibung à la Hollywood“

„Der solide inszenierte, in Zusammenarbeit mit Mitarbeitern der Bodenstationen und Angehörigen der getöteten Fluggäste entstandene (Fernseh-)Film will den Beteiligten ein Denkmal setzten. Dabei unterstreicht er den heldenhaften Aspekt der Geschichte und bietet, anders als Peter Greengrass' Flug 93 (2006), eine emotionalere Projektionsfläche“